# Laurie Taylor
Laurie Taylor (10 febbraio 1996) è uno sciatore alpino britannico.

## Biografia
Attivo in gare FIS dal gennaio del 2012, Taylor ha esordito in Coppa Europa l'11 gennaio 2017 a Zell am See in slalom speciale, senza completare la prova, ai Campionati mondiali a Sankt Moritz 2017, dove si è classificato 40º nello slalom gigante e 33º nello slalom speciale, in Coppa del Mondo il 5 marzo 2017 a Kranjska Gora in slalom speciale, senza completare la prova, e ai Giochi olimpici invernali a Pyeongchang 2018, classificandosi 26º nello slalom speciale e 5º nella gara a squadre.
Ai Campionati mondiali a Åre 2019 si è classificato 9º nella gara a squadre e non ha completato lo slalom speciale; il 6 gennaio 2021 ha conquistato a Val-Cenis in slalom speciale la prima vittoria, nonché primo podio, in Coppa Europa e ai successivi Mondiali di Cortina d'Ampezzo 2021 si è classificato 12º nella gara a squadre, non ha completato lo slalom speciale e non si è qualificato per la finale nello slalom parallelo, mentre a quelli di Courchevel/Méribel 2023 si è piazzato 33º nello slalom speciale; nella successiva rassegna iridata di Saalbach-Hinterglemm 2025 non ha portato a termine lo slalom speciale.

## Palmarès

### Coppa del Mondo
- Miglior piazzamento in classifica generale: 85º nel 2025

### Coppa Europa
- Miglior piazzamento in classifica generale: 31º nel 2021
- 2 podi:
  - 1 vittoria
  - 1 secondo posto

#### Coppa Europa - vittorie
| Data           | Località  | Paese   | Specialità |
| -------------- | --------- | ------- | ---------- |
| 6 gennaio 2021 | Val-Cenis | Francia | SL         |

Legenda:

SL = slalom speciale

### Nor-Am Cup
- Miglior piazzamento in classifica generale: 61º nel 2019
- 1 podio:
  - 1 terzo posto

### Australia New Zealand Cup
- Vincitore dell'Australia New Zealand Cup nel 2024
- Vincitore della classifica di slalom speciale nel 2024
- 2 podi:
  - 1 vittoria
  - 1 terzo posto

#### Australia New Zealand Cup - vittorie
| Data             | Località     | Paese         | Specialità |
| ---------------- | ------------ | ------------- | ---------- |
| 2 settembre 2023 | Coronet Peak | Nuova Zelanda | SL         |

Legenda:

SL = slalom speciale

### Far East Cup
- Miglior piazzamento in classifica generale: 12º nel 2018
- 3 podi:
  - 1 vittoria
  - 1 secondo posto
  - 1 terzo posto

#### Far East Cup - vittorie
| Data          | Località         | Paese  | Specialità |
| ------------- | ---------------- | ------ | ---------- |
| 20 marzo 2018 | Južno-Sachalinsk | Russia | SL         |

Legenda:

SL = slalom speciale

### Campionati britannici
- 5 medaglie:
  - 2 ori (slalom gigante nel 2018; slalom speciale nel 2025)
  - 3 argenti (slalom speciale nel 2016; slalom speciale nel 2017; slalom speciale nel 2023)
  - 1 bronzo (slalom gigante nel 2017)